# Большая Каяла
Большая Каяла (Бол. Каялы) — река в России, протекает по территории Кувандыкского и Гайского районов Оренбургской области. Устье реки находится в 23 км по правому берегу реки Губерли. Длина реки — 32 км.

## Название
Гидроним сопоставляется с башкирским каялы — «скалистый».

## Данные водного реестра
По данным государственного водного реестра России относится к Уральскому бассейновому округу, водохозяйственный участок реки — Урал от города Орск до впадения реки Сакмара. Речной бассейн реки — Урал (российская часть бассейна).